# 我很高兴，因为我最后终于回家
《我很高兴，因为我最后终于回家了》（俄语：Я очень рад, ведь я наконец возвращаюсь домой...），又名《我正在回家》，由作曲家阿卡迪·奥斯特洛夫斯基作于1966年，愛德華·阿納托利耶維奇·希爾首演。瓦列里·奥博津斯基，最早的演奏者之一，在1967年与奥列格·鲁德斯特里指导下的爵士乐团录制了此曲。爱德华希尔1976年的表演被录制成了影片并于2009年末在Youtube上流传，此影片也因此成为了一个網路迷因。

## 爱德华·希尔的反应
表演者本人也很喜欢各种滑稽模仿 ，包括奥斯卡奖得主Christoph Waltz 的模仿 。后来，希尔呼吁那些喜欢这首曲的人共同为音乐写歌词，然后用歌词唱出这首曲。希尔说，他是从自己的孙子那里偶然地得知自己在国外的名声。他表示他对这个消息感到震惊，但对此反应积极。希尔曾开玩笑地说过：“这都很好。但是现在我不想以爱德华·希尔的名义表演，而是用化名Trololoman表演。”之后，他就开始积极邀请莫斯科和圣彼得堡的俱乐部，并再次邀请他们参加电视节目 。